# Thomas Gordon McLeod

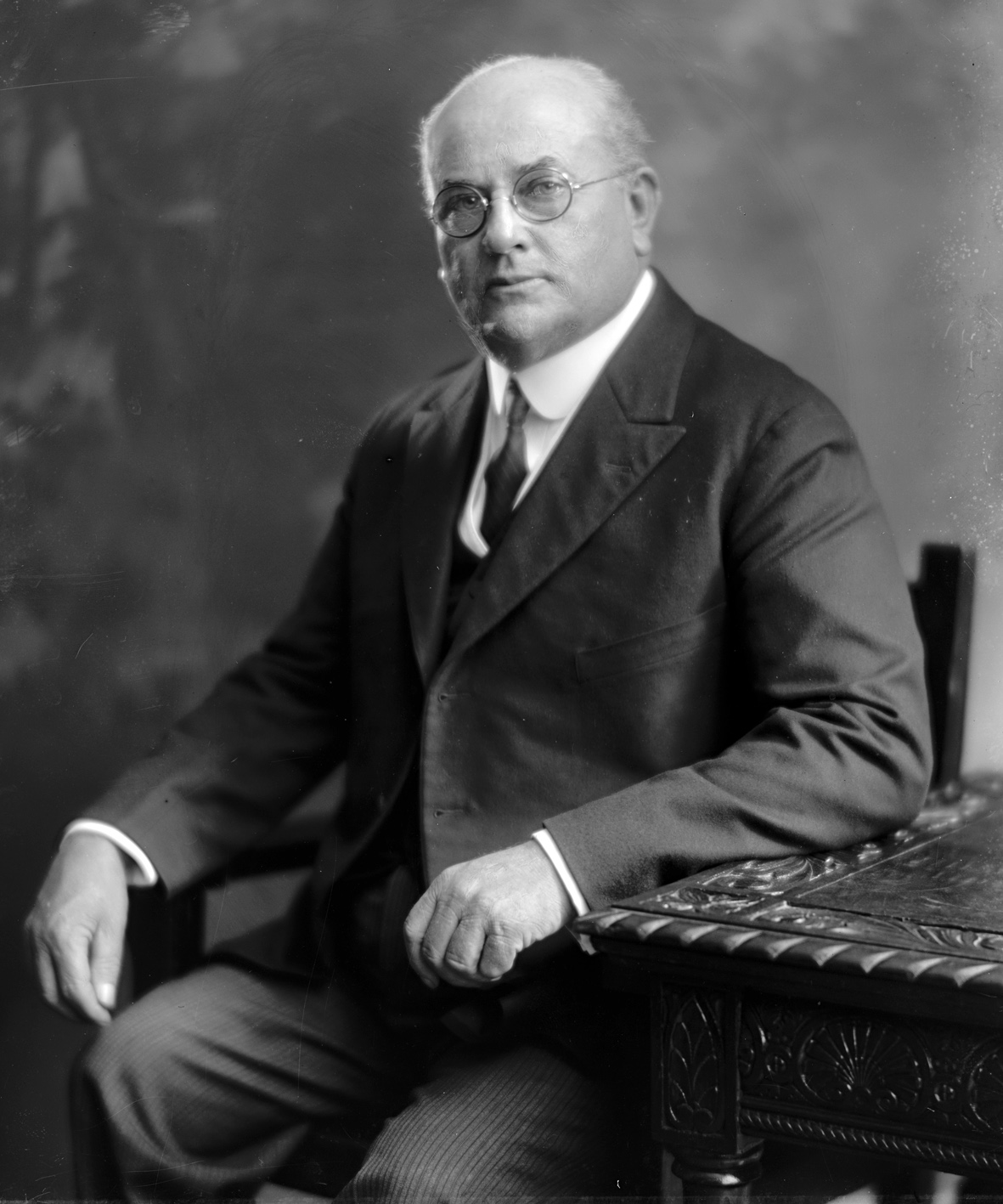
Thomas Gordon McLeod

Thomas Gordon McLeod (* 17. Dezember 1868 in Lynchburg, Lee County, South Carolina; † 11. Dezember 1932 in Bishopville, South Carolina) war ein US-amerikanischer Politiker und von 1923 bis 1927 Gouverneur des Bundesstaates South Carolina.

## Frühe Jahre und politischer Aufstieg
Thomas McLeod besuchte bis 1892 das Wofford College. Nach einem anschließenden Jurastudium wurde er 1896 als Rechtsanwalt zugelassen. Daraufhin eröffnete er in Bishopville eine Kanzlei. Zwischen 1900 und 1902 war McLeod Abgeordneter im Repräsentantenhaus von South Carolina. Die folgenden vier Jahre bis 1906 saß er im Staatssenat. Unter Gouverneur Martin F. Ansel, der zwischen 1907 und 1911 amtierte, war McLeod dessen Vizegouverneur. Im Vorfeld der Gouverneurswahlen des Jahres 1922 setzte er sich innerhalb der Demokratischen Partei gegen den umstrittenen Ex-Gouverneur Coleman Livingston Blease durch. Bei der eigentlichen Wahl am 7. November 1922 war er ohne Gegenkandidat und wurde somit zum neuen Gouverneur gewählt. Zwei Jahre später wurde er erneut ohne Gegenkandidat in diesem Amt bestätigt.

## Gouverneur von South Carolina
In seiner insgesamt vierjährigen Amtszeit setzte McLeod sich sehr für eine Steuerreform ein. Diese scheiterte aber am Widerstand des Parlaments. Wie seine Vorgänger förderte er das Schulwesen seines Landes. Er setzte sich für die Gleichberechtigung ein und schlug 1924 erstmals in den Vereinigten Staaten eine Frau als Vizegouverneurin vor. Die Finanzierung des Schnellstraßensystems in South Carolina über Nutzergebühren geht auf ihn zurück. Im Jahr 1926 wurde die Verfassung von South Carolina dahingehend geändert, dass die Amtszeit eines Gouverneurs von bisher zwei Jahren auf vier Jahre verlängert wurde. Dafür waren keine zusammenhängenden Amtszeiten mehr möglich. Ansonsten verlief die Amtszeit McLeods ohne besondere Vorkommnisse. Im Jahr 1926 durfte er nicht mehr zur Wiederwahl antreten und so schied er am 18. Januar 1927 aus dem Amt aus.

## Weiterer Lebensweg
In den folgenden Jahren war McLeod in verschiedenen Funktionen tätig. Er war unter anderem Bezirksvertreter der Life and Casualty Insurance Company of Nashville, Direktor der Bishopville National Bank und Präsident der Telefongesellschaft von Bishopville. Thomas McLeod starb im Dezember 1932. Er war mit Elizabeth Alford verheiratet, mit der er vier Kinder hatte.